# Fa'am (Nwa)
Fa'am (ou Faam) est un village du Cameroun situé dans le département du Donga-Mantung et la Région du Nord-Ouest, à la frontière avec le Nigeria. Il fait partie de la commune de Nwa.

## Démographie
Lors du recensement de 2005, 903 habitants y ont été dénombrés, dont 414 hommes et 489 femmes. Ceux-ci sont répartis dans les quartiers de Mamvok, Tibar, Nwa, Ndong I et Ndong II. La majorité des habitants font partie du clan Yamba.
Pendant l'été 2011, 118 personnes vulnérables habitaient à Fa'am. Celles-ci n'ont accès à aucune ressource sociale vu que des programmes d'aide n'existent pas.
En 2017, le village a accueilli 44 réfugiés nigérians.

## Agriculture et élevage
L'agriculture est importante à Fa'am. Parmi les plantes cultivées, on trouve du maïs, des plantains, des bananes, du sorgho, des fèves, du soya, du manioc, des pommes de terre, du taro, des palmiers à huile, des papayes et des oranges. 
L'élevage est peu développé à Fa'am. Cependant, dans toute la commune, on élève des chèvres, des moutons, des porcs, des cochons d'Inde, des poules et des lapins. 

## Éducation
Il y a deux écoles primaires publiques à Fa'am.

### GS Manvok-Fa'am
Pendant l'été de 2011 (moment où les données ont été recueillies), 116 élèves fréquentaient GS Fa'am, ainsi qu'un fonctionnaire. Les seuls équipements de salle de classe de cette école fondée en 2003 étaient  cinq table-bancs. Deux bâtiment de l'école sont en bon état, un est en état moyen et les trois autres sont en mauvais état. Il y a des latrines et une association parents-enseignants à GS Manvok-Fa'am.

### GS Fa'am
Cette école, fondée en 2007, comptait 125 étudiants, un maître-parent et un fonctionnaire pendant l'été de 2011. Neuf table-bancs formaient les uniques équipements de salle de classe de l'école. Un bâtiment de l'école est en bon état, et les trois autres sont en mauvais état. L'école possède des latrines. Une association parents-enseignants existe.

## Santé
Il n'y a pas de centre de santé à Fa'am.

## Eau et ressources énergétiques
Il n'y a pas de source d'eau potable sanitaire à Fa'am. Les habitants du village doivent donc s'approvisionner à des points d'eau qui pourraient contenir des pathogènes et autres produits nocifs pour la santé.
Fa'am, comme tous les autres villages de la commune de Nwa, n'est pas électrifié.

## Commerce
Il n'y a pas de marché à Fa'am.

## Transports
Fa'am est connecté à une route rurale. Par contre, la route est en très mauvais état. En effet, aucune route dans la commune de Nwa est pavée, et elles sont d'habitude uniquement accessible par des véhicules tout-terrains, même pendant la saison sèche.

## Travaux publics et développements futurs
Selon le Plan de Développement Communal du Conseil de Nwa, écrit dans l'optique de faire du Cameroun une économie émergente en 2035, on prévoit la complétion des projets suivants à Fa'am :
- construire un système d'approvisionnement en eau ;
- électrifier le village ;
- construire un marché ;
- construire un centre communautaire ;
- construire trois classes supplémentaires à GS Fa'am et trois autres à GS Manvock-Fa'am ;
- donner des bourses (350 000 francs CFA par année pour cinq étudiants) pour que des étudiants pauvres puissent continuer leur éducation secondaire ;
- ouvrir la route entre Fa'am et Manvok.